# 2761 Eddington
2761 Eddington је астероид главног астероидног појаса чија средња удаљеност од Сунца износи 3,074 астрономских јединица (АЈ).
Апсолутна магнитуда астероида је 12,1.